# Jürgen Block

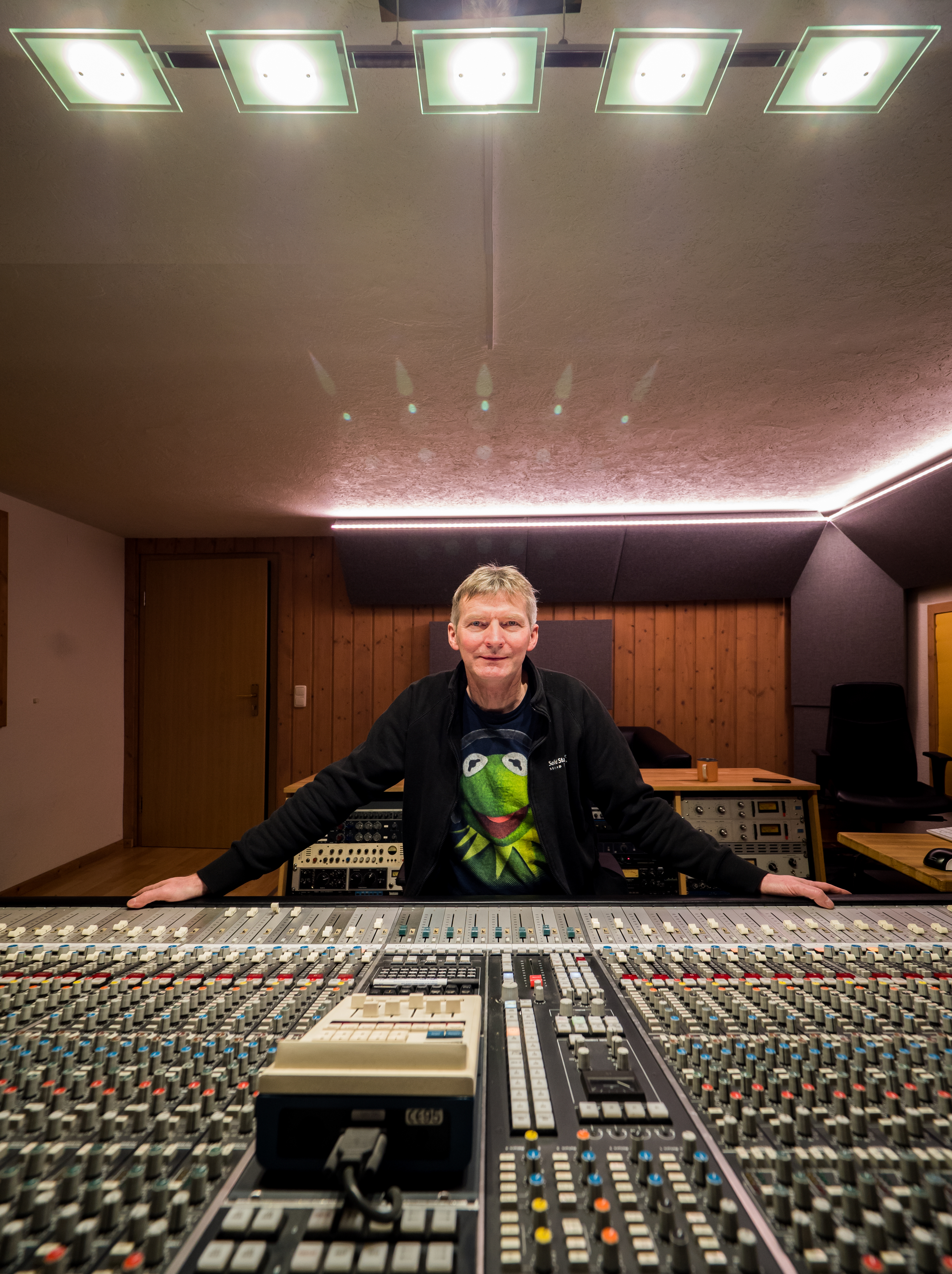
Jürgen Block

Jürgen Block (* 23. Dezember 1967) ist ein deutscher Musikproduzent. Er betreibt das Blockhausstudio in Lütte bei Bad Belzig.

## Leben
Anfang der 80er Jahre schaffte es Jürgen Block als Sänger und Bassist der „Frack & Schampoon-Band“ ins DDR-Radio, bevor er schließlich hinter die Mischpultregler wechselte. Sein Name ist mit der aus dem gleichen Dorf stammenden Band Keimzeit eng verbunden, deren Weg er seit ihren Anfangstagen begleitet. Seit Mitte der 1990er Jahre betreute er die Band bei Livekonzerten und produzierte einige ihrer Alben. Die Prinzen, Günther Fischer, Tine Wittler, Sandow, Herr Blum, Veronika Fischer, Felix Meyer, Katharina Franck und Jazztrompeter Joo Kraus vertrauten ihm ihren Livesound an oder legten Produktionen ihrer Alben in seine Hände. Auch der Hasenscheisse-Hit „Bernd am Grill“ entstand bei Jürgen Block. Zu DVD-Produktionen wie Reinhard Lakomys „Traumzauberbaum“ und Reinhardt Repkes Club Der Toten Dichter lieferte er den Sound, wie auch zum Livedoppelalbum von Cäsar. Produktionen außerhalb des Blockhausstudios fanden für das Keimzeit Akustik Quintett in Norwegen und auf Malta statt. Die Aufnahmen zur Kooperation der Band mit dem Babelsberger Filmorchester entstanden in Potsdam. Das bei Jürgen Block produzierte Album „Farben der Liebe“ von Burges Gränzer Schade wurde im April 2021 zur „Audiophilen CD des Monats“ im deutschen Audio-Magazin.